# 玛莎·沃森
玛莎·沃森（英語：Martha Watson，1946年8月19日—），美国女子田径运动员。她曾代表美国参加1967年、1971年和1975年泛美运动会田径比赛，获得一枚金牌和一枚银牌。她也曾参加1964年、1968年、1972年和1976年四届夏季奥运会。